# Władysław Jahl
Władysław Adam Alojzy Jahl (* 10. August 1886 in Jarosław, Österreich-Ungarn; † 31. März 1953 in Paris) war ein polnischer Maler und Grafiker, der in Spanien und Paris wirkte.

## Leben
Jahl war der Sohn von Władysław Jahl und Stanisława Miączyńska. Er studierte Rechtswissenschaften an der Universität Lemberg und Kunstgeschichte an der Jagiellonen-Universität in Krakau. Von 1912 bis 1914 studierte er dann Malerei an der Académie de la Grande Chaumière in Paris. Nach Ausbruch des Ersten Weltkriegs ging er nach Spanien, wo er ab 1917 unter Józef Pankiewicz arbeitete. 1918 hatte er seine erste Einzelausstellung in Madrid.
Ab 1920 lebte er wieder in Paris, zeitweise gemeinsam mit Moise Kisling. Seine Bilder wurden häufig gezeigt. So stellte er mehrfach auf den Pariser Herbstsalons (1919, 1947–1949 und 1951) und beim Salon des Indépendants (1920) aus. Er wurde 1919 im Musée des Arts décoratifs, 1922 in der Galerie du Musée Crillon, 1933 auf der Art er Artiste Polonais und 1934 in der Galerie des Beaux-Arts ausgestellt. Einzelausstellungen erhielt er in Paris bei Castel (1934), Zak (1934), Carrefour (1935), Zborowski und Bernheim. Er gehörte der „Gruppe der polnischen Künstler in Paris“ (poln.: Grupa paryska plastyków polskich) und dem „Verband polnischer Künstler in Frankreich“ (poln.: Związek Artystów Polskich we Francji) an. In den Jahren 1923, 1925, 1926 und 1929 kehrte er wiederholt nach Spanien zurück; unter anderem arbeitete er in Madrid als künstlerischer Leiter der Zeitschriften „Revista de Occidente“, „Ultra“ und „Indice“. Er veröffentlichte auch in der Zeitschrift „Ley“ von Juan Ramón Jiménez und war als Bühnenbildner beim „Odeon“-Theater tätig. In der Madrider Künstlerbewegung „Ultraismo“ war er neben wenigen anderen Ausländern, wie dem Uruguayer Rafael Barradas und der Argentinierin Norah Borges, sehr aktiv. Er stellte Werke in Polen (Posen 1929, Krakau 1930, Warschau 1931 und Lemberg) wie im Ausland (Madrid 1926, New York 1939, Rom 1950, London, Grenoble und Bilbao) aus. Im Jahr 1937 besuchte er Lemberg. Während des Zweiten Weltkriegs hielt er sich in Voiron bei Grenoble auf. Nach Kriegsende zog er wieder nach Paris, wo er 1947 und 1948 im Studio von Mela Muter arbeitete.

### Werk

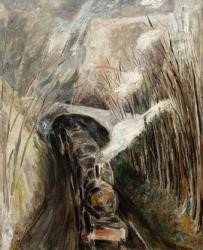
Le passage du train

Jahl malte figürliche Kompositionen, Landschaften (auch Gartenarchitektur und Gestaltungsdetails) und Stillleben, seltener auch Akte und Porträts. Sein Werk wurde von Pankiewicz und dessen Schülern, den Postimpressionisten der École de Paris und der barocken Malerei Spaniens – hier vor allem von El Greco – beeinflusst. Eine Gemäldeserie zu Don Quijote war sehr beliebt. Diese zu Beginn der 1930er Jahre entstandenen Bilder basierten auf dunklen, bläulichen Farben mit gold- und silberfarbenen Lichteffekten, um die Figur zu betonen. Hatte sich der Künstler zunächst viel der häufig hellgrau gehaltenen Landschafts- und Gartenmalerei gewidmet, traten ab Mitte der 1930er Jahre zunehmend soziale Motive in seinen Fokus. Es entstanden Gemälde und Grafiken zu Themen wie politischen Protesten, Arbeitslosigkeit, Krieg und Verbannung. Ein großer Teil seines Werks wurde während des Zweiten Weltkriegs in Paris zerstört.